# Ole Henrik Laub
Ole Henrik Laub (født 3. december 1937 i Aarhus, død 22. oktober 2019) var en dansk forfatter og dramatiker.
Han studerede kunsthistorie ved Aarhus Universitet. I 1967 debuterede han med novellesamlingen Et sværd dyppet i honning og har siden udfoldet et rigt fabulerende, men altid realistisk forfatterskab i de fleste genrer. Hovedværker er bl.a. Søvnen venter (1970), Hovedrollen (1997), Lillians vej (1999) og erindringsbogen om livet i Åbyhøj Bag havelågen (1987). Stærkt i Laubs forfatterskab står også trebinds-værket om familien Stork: Alle Himlens farver (2003), Fugle flyver hjem (2005) og Fjolsernes Konge (2007). 
I forbindelsen med udgivelsen af slægtsromanen Alle himlens farver skrev Jyllands-Posten: "Virkeligheden i den danske provins står Laub nær. Her er det hele samlet. Idyl og gru. Godt og ondt. Mennesker drevet til det yderste, på kanten af tilværelsen".
Laub har modtaget Statens Kunstfonds store legat og 3-årige stipendium og derudover en række legater og stipendier. Laub modtog september 2013 Hans Kirks litteraturpris for sit forfatterskab.

## Historiske romaner i det senere forfatterskab
Trebindsværket Alle himlens farver, Fugle Flyver hjem og Fjolsernes Konge beskriver familien Stork i 1890'ernes Danmark. Romanerne udspiller sig i borgerskabets saloner, i skumle værtshuse og under åben himmel mellem landevejens folk. Det overordnede tema er familien, kærligheden og det enkelte menneskes stræben, underordnet den tid mennesket er sat ind i.
Senest har Ole Henrik Laub med udgivelserne af Vibens skrig (2008), Gudernes død (2010), Vindenes alter (2011), Skovenes dyb (2011),  Blodets Lov  (2012) og  Tidens Flugt (2013) fuldført et stort og ambitiøst 6-binds værk om Danmark på kong Svend Estridsøns tid (1047-74). I romanerne skildrer Ole Henrik Laub overgangen fra vikingetid til bondesamfund og kristen middelalder. Det bagved liggende tema er igen de evigtgyldige temaer familien, de fjerne slægter der blev til os, kærlighed og håb, store og små ambitioner. Og hvordan dette leves ud i en bestemt tid. 
De senere værkers placering i det historiske giver ifølge Laub dels en spændende fortælleramme for den episke historie, dels giver det et nødvendigt modspil overfor uvæsentlige krusninger i samtiden, som kan skygge for tilværelsens essentielle sider.

## Radio- og tv-spil
Fra Laubs hånd findes en lang række radio- og tv-spil. Oversat til talrige sprog. Deriblandt japansk.
Bemærk radiospillene: Hudafskrabning, Kent og Elin, Roskjær var her -, Radiobilerne, Brisbane eller Kærlighedens Ild, Forblæste kirkegårde, og tv-spillene: Bagagerummet, Stoppested, Pigerne, Under Observation, Poul Reichhardt kommer i aften, Vandhul 13, Brand i Bordellet;
Ole Henrik Laubs skuespil findes bevaret i Dramatisk Bibliotek på Det Kongelige Bibliotek.

## Tegner og maler
Arven fra faderen kunstmaler og tegner Henrik Hansen Laub fornægter sig heller ikke, og Laub har i det stille udfoldet sig som maler under pseudonymet Henry Barrach og som tegneserieskaber med serien om Vrag Iversen og den kloge hund Løsøre.
Pseudonymet Henry Barrach er en mytisk opdigtet ung dansk/tysk kunstmaler, der efter endt uddannelse på Kunstakademiet i København har slået sig ned blandt fårehyrder i ydmygt galleri i Pyrenæerne.  At der står en forfatter bag billederne anes i de righoldige, fabulerende historier, som hvert billede indeholder. Det være sig scenerier fra Bobi Bar i København, messe i bjergene fra Pyrenæerne, ung models ophængte forældre eller kunstmalers glæde ved croquis-tegning.
Kombinationen af fortælling og tegning har kunstneren tidligere dyrket i bl.a. tegneserien Vrag Iversen (1996 – 2003). Emnet er her livet i yderste klitrække på kant med fjerne myndighedspersoner (omtalt i flere artikler i Vendsyssel Tidende og NordJyske).
Han har udstillet i 2005 Boldhus Teatret København. Diverse gallerier Nordjylland 2006. Omtalt i TV 2 Nord flere gange sommeren 2005.
- Bobi Bar København. Klik for stort foto
- Flirtende pige med blomster. Klik for stort foto
- Selvportræt af kunstner. Klik for stort foto